# Алгуња
Алгуња (мкд. Алгуња) је насеље у Северној Македонији, у крајње северном делу државе. Алгуња је насеље у оквиру општине Старо Нагоричане.
Алгуња има велики значај за српску заједницу у Северној Македонији, пошто Срби чине већину у насељу.

## Географија
Алгуња је смештена у крајње северном делу Северне Македоније, близу државне границе ка Србији, која се налази 3 km северозападно од села. Од најближег града, Куманова, село је удаљено 20 km североисточно.
Село Алгуња се налази у историјској области Средорек, у брежуљкастом крају, на приближно 480 метара надморске висине. Источно од села протиче река Пчиња.
Месна клима је континентална са слабим утицајем Егејског мора (жарка лета).

## Прошлост
У 19. и почетком 20. века село Алгуња налазило се у Османском царству. У Кумановској кази, Скопског санџака Косовског вилајета. По статистици бугарског етнографа Васила Кнчова у њој је 1900. живело 256 "Бугара" хришћана. По патријаршијском, српском митрополиту Скопске епархије Фирмилијану у селу је било 37 кућа и сви житељи били су Срби, патријаршисти. По секретару Бугарске егзархије Димитрију Мишеву 1905. је у селу било 240 патријаршиста "србомана" а у селу је радила и српска школа.

## Становништво
Алгуња је према последњем попису из 2021. године имала 300 становника.
Претежна вероисповест месног становништва је православље.
| Национални састав према попису из 2021.‍ | Национални састав према попису из 2021.‍ | Национални састав према попису из 2021.‍ | Национални састав према попису из 2021.‍ | Национални састав према попису из 2021.‍ |
| --------------------------------------- | --------------------------------------- | --------------------------------------- | --------------------------------------- | --------------------------------------- |
|                                         |                                         |                                         |                                         |                                         |
| Срби                                    | Срби                                    |                                         | 136                                     | 45,3%                                   |
| Македонци                               | Македонци                               |                                         | 85                                      | 28,3%                                   |
| непописани                              | непописани                              |                                         | 69                                      | 23%                                     |

## Личности
- Никола Алгуњски војвода добровољачке чете у Српско-турском рату 1876-1877.
- Тодор Крстић Алгуњски, четнички војвода